# Companys de Guillem el Conqueridor

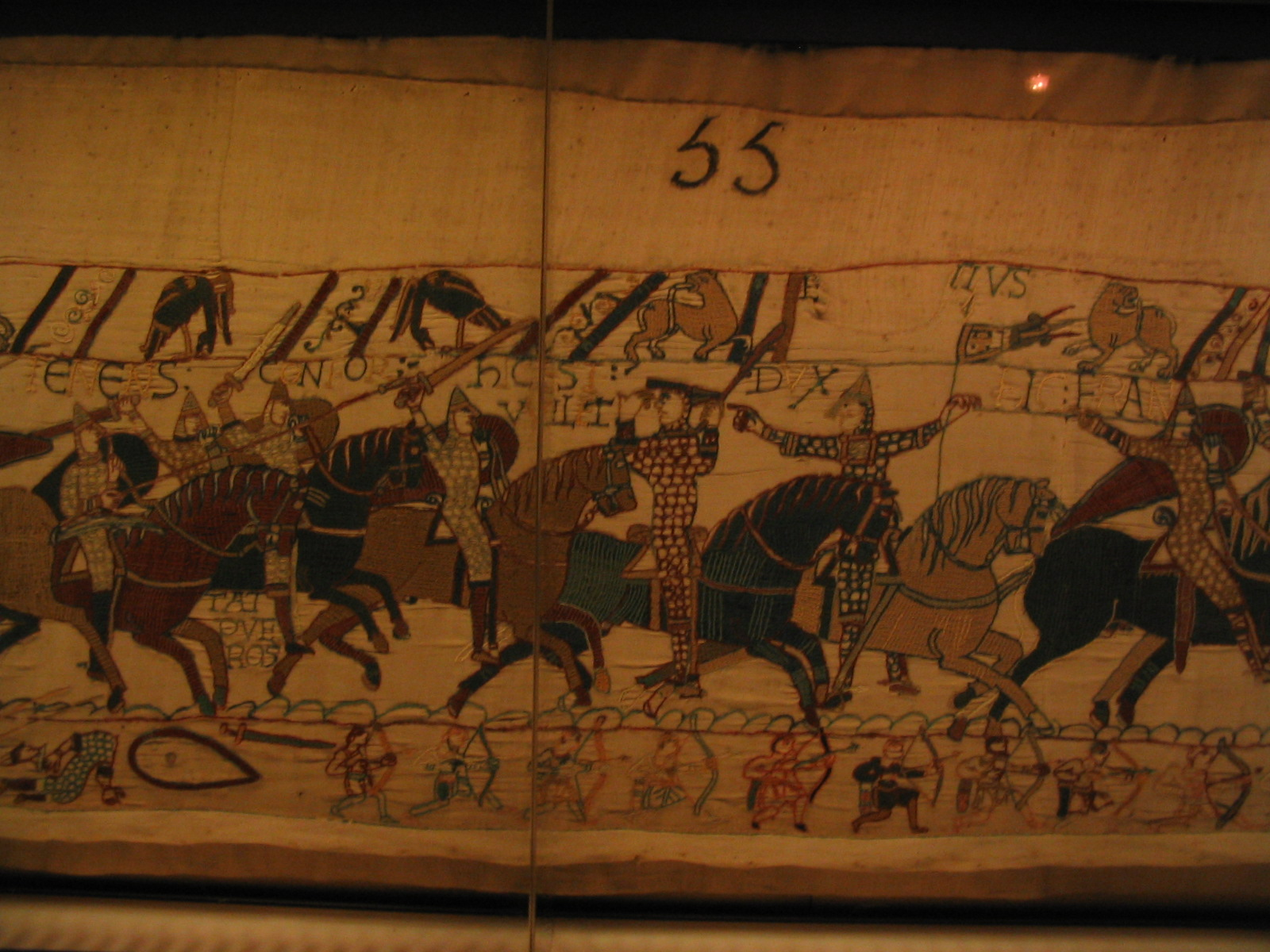
Companys del Conqueridor lluitant a Hastings, tal com es mostra al Tapís de Bayeux. El duc és a la dreta, i mostra la cara per animar els seus seguidors. Llegenda superior: Hic Est Dux Wilel(mus) ("Aquí està el duc Guillem.") A l'esquerra hi ha el bisbe OdÓ. Llegenda de dalt: Hic Odo Eps (Episcopus) Baculu(m) Tenens, "Aquí (és) Odó el bisbe sostenint una maça" (vegeu el detall a continuació). A l'extrem dret, sostenint un estendard, hi ha Eustaci, comte de Boulogne (vegeu detall més avall), amb la llegenda a sobre, al marge superior: E[...]TIUS, que significa Eustaci, versió llatinitzada d'«Eustaci». [1] Altres diuen que la figura és Turstin FitzRolf, dita per Orderic Vitalis haver portat l'estendard normand: Turstinus filius Rollonis vexillum Normannorum portavit, "Turstin fill de Rollo portava l'estendard dels normands", El Tapís, però, el representa com l'estendard papal, una creu, concedida al duc pel papa Alexandre II per significar aprovació papal de la conquesta d'Anglaterra.

Guillem el Conqueridor va tenir sota el seu comandament homes de diversa posició i orígens a la batalla de Hastings el 1066. Amb aquests i altres homes va continuar durant els cinc anys següents a dirigir el Harrying del Nord i completar la conquesta normanda d'Anglaterra.
L'expressió «Companys del Conqueridor» en el sentit més ampli significa aquells que van planificar, organitzar i unir-se amb Guillem el Conqueridor, duc de Normandia, en la gran aventura que va ser la Conquesta normanda (1066-1071). Tanmateix, el terme es defineix de manera més estreta com aquells nobles que realment van lluitar amb el duc Guillem a la batalla de Hastings. Aquest article es refereix a aquesta última definició estreta.

## Prova versus llegenda

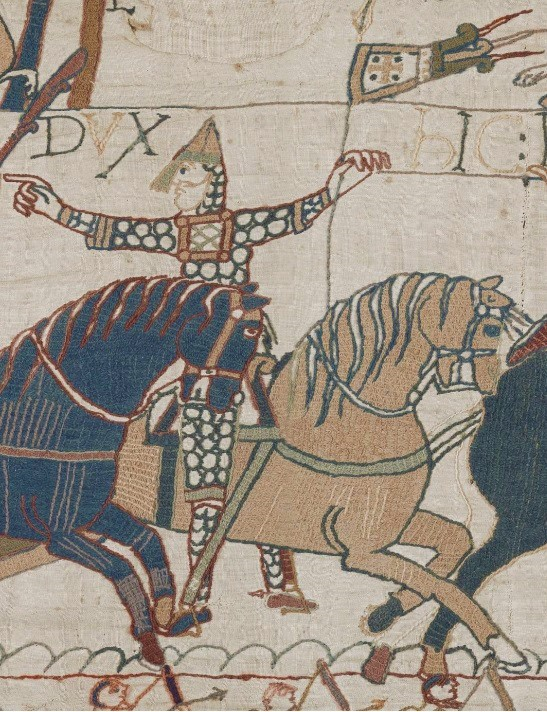
Aquest cavaller representat al Tapís de Bayeux (detall de dalt) apareix sota la llegenda marginal E[...]tius, una versió llatinitzada d'Eustaci. Per tant, ha estat identificat com Eustaci, comte de Boulogne. El seu dit assenyalant al duc Guillem sembla representar la seva instància al duc a retirar-se, tal com relata el relat de Guillem de Poitiers. No obstant això, altres afirmen que la figura és Turstin FitzRolf, a causa de la seva presència d'un estendard que representa una creu, aparentment la bandera papal. Orderic Vitalis va descriure que Turstin portava el "Estàndard dels normands".

Al llarg dels segles des de la batalla de Hastings, moltes persones a Anglaterra han afirmat tenir un avantpassat que va lluitar al bàndol normand. Tot i que hi ha proves sòlides d'un assentament extensiu a Anglaterra per part de persones d'origen normand, bretó i flamenc després de 1066, el fet és que només es poden trobar els noms de 15 homes que van estar amb el duc Guillem a la batalla en fonts fiables.
Aquest grup s'anomena de vegades els "companys provats," Moltes llistes i els anomenats "rolls" d'altres suposats companys s'han elaborat al llarg de les edats, però, llevat que apareguin noves proves, totes són conjectures sense valor històric. Les tres fonts no qüestionades segueixen sent les següents:

## Les millors fonts contemporànies

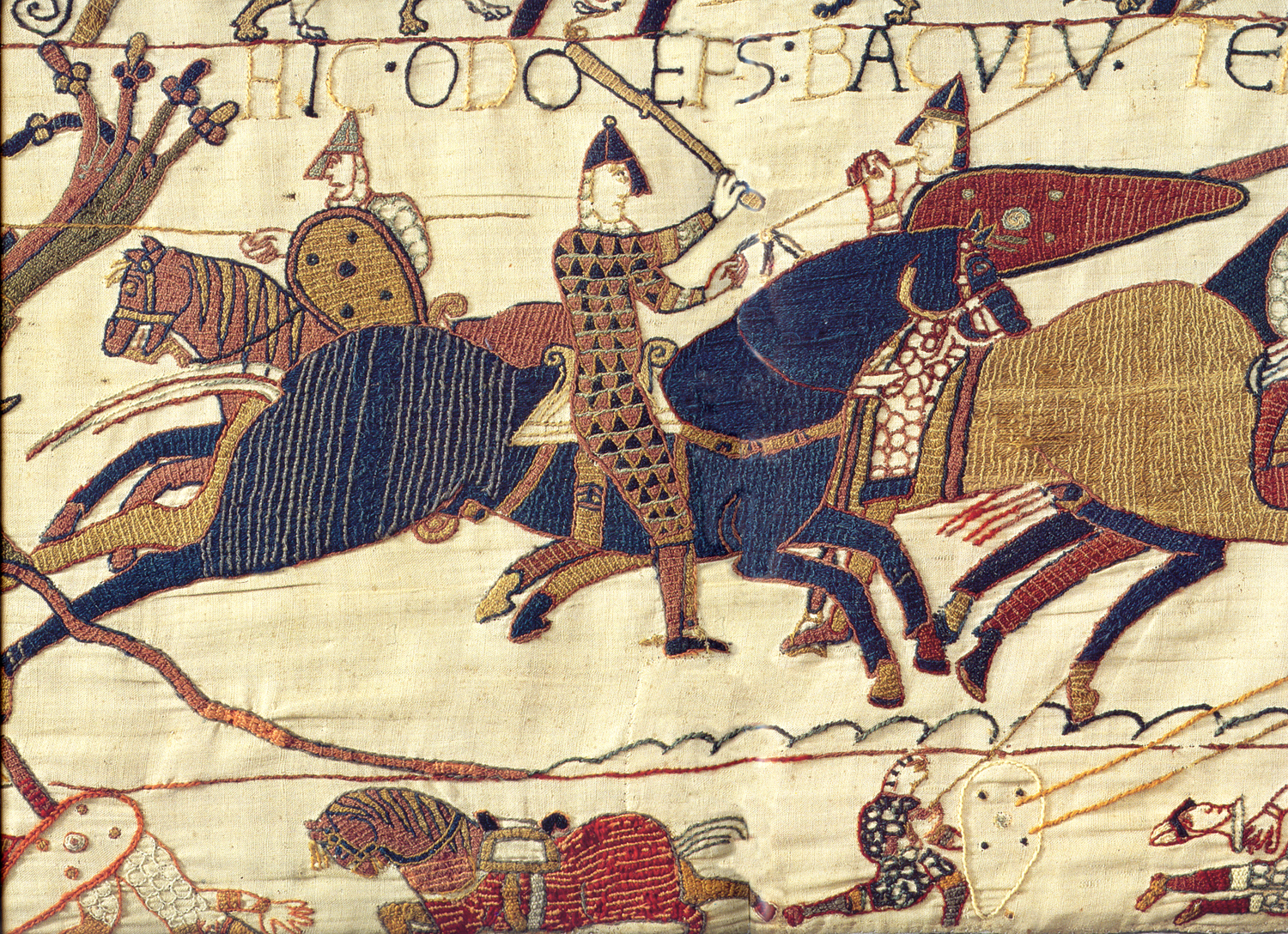
Odó, bisbe de Bayeux, lluitant a Hastings, sostenint una maça. Llegenda de dalt: Hic Odo Eps (Episcopus) Baculu(m) Tenens Confortat Pueros, "Aquí Odo el Bisbe sostenint una maça dona força als nois". La maça pot reflectir la seva condició clerical que podria haver impedit el vessament de sang per l'espasa, però en la mateixa escena el mateix Duc Guillem també té una maça (Tapís de Bayeux)

Les tres fonts següents constitueixen l'única evidència contemporània fiable generalment acceptada que nomena els participants a la batalla de Hastings. Entre les tres fonts només resulten 15 noms.
- Gesta Guillelmi II Ducis Normannorum ("Les gestes de Guillem II, duc dels normands"), de Guillem de Poitiers, escrita entre 1071 i 1077. L'autor va néixer cap al 1020 a Les Préaux, prop de Pont-Audemer, i pertanyia a una influent família normanda. Després de servir com a soldat, va estudiar a Poitiers i després va tornar a Normandia per convertir-se en capellà del duc Guillem i ardiaca de Lisieux .. Va morir l'any 1090. La seva obra és una biografia elogiosa del duc. Les parts anteriors i concloents es perden, però la part existent cobreix el període entre 1047 i 1068 i conté detalls de la vida del Conqueridor, encara que poc fiables pel que fa als afers a Anglaterra. Ofereix una descripció detallada dels preparatius per a la conquesta normanda d'Anglaterra, la batalla de Hastings i les seves conseqüències. L'obra constitueix la base de bona part de l'obra d'Orderic Vitalis.
- Historia Ecclesiastica (La història eclesiàstica), d'Orderic Vitalis, en particular els llibres 4 i 5.[7] Orderic va néixer a Anglaterra cap a l'any 1075, fill d'un sacerdot normand, i als 11 anys es va convertir en monjo novell a Normandia a Normandia. el monestir de St Evroul-en-Ouche. Va començar la seva gran obra, encarregada per ser principalment una història del seu monestir, cap al 1110 i la va continuar fins a la seva mort el 1142.
- El tapís de Bayeux, una representació pictòrica comentada de la conquesta normanda. Probablement es va fer a Canterbury, poc després de l'esdeveniment del segle xi (es pot demostrar que moltes figures del tapís van ser copiades de figures de manuscrits que se sap que hi havia a Canterbury en aquell moment). Pot ser que l'hagués portat a Bayeux el bisbe Odó, el mig germà de Guillem, quan va tornar-hi a la dècada de 1070.

Malauradament, aquestes tres fonts són manifestament inadequades, ja que totes són principalment des d'una perspectiva normanda. Guillem de Poitiers, camarlenc del duc Guillem i cavaller entrenat, que proporciona més detalls, va estar absent a França durant la batalla i traeix severs prejudicis respecte a la cultura bretona i el seu paper a Hastings. Tant William com Orderic afirmen que els bretons eren un component important de la matriu de batalla, però cap dels dos anomena cap dels bretons presents.

## " Companys provats"
L'ordre en què s'enumeren els noms a continuació és el que es dona a les fonts respectives :
(1) Robert de Beaumont, més tard 1r comte de Leicester (Font: Guillem de Poitiers)
"Un tal normand, Robert, fill de Roger de Beaumont, que era nebot i hereu d'Enric, comte de Meulan, a través de la germana d'Enric, Adeline, es va trobar aquell dia a la batalla per primera vegada. Encara era un home jove i va fer gestes de valor digne de record perpetu. Al capdavant d'una tropa que comandava a l'ala dreta va atacar amb la màxima valentia i èxit".
(2) Eustaqui, comte de Boulogne, també conegut com Eustaci II (Font: Guillem de Poitiers)
"Amb una veu dura (el duc Guillem) va cridar a Eustaci de Boulogne, que amb 50 cavallers girava en fugida i estava a punt de donar el senyal de retirada. Aquest home es va acostar al duc i li va dir a l'orella que havia de retirar-se ja que cortejaria la mort si avançava, però en el mateix moment en què va pronunciar les paraules Eustaci va ser colpejat entre les espatlles amb tanta força que li va sortir sang de la boca i el nas i mig mort, només va escapar amb l'ajuda. dels seus seguidors."
(3) Guillem, comte d'Évreux (Font: Guillem de Poitiers)
"Hi havia presents en aquesta batalla: Eustaci, comte de Boulogne; Guillem, fill de Ricard, comte d'Evreux; Geoffrey, fill de Rotrou, comte de Mortagne; William FitzOsbern; Haimo, vescomte de Thouars; Walter Giffard; Hug de Montfort- sur-Risle; Rodulf de Tosny; Hug de Grantmesnil; Guillem de Warenne i molts altres guerrers més famosos els noms dels quals són dignes de ser commemorats en les històries entre els soldats més valents de tots els temps".
(4) Geoffrey, comte de Mortagne i senyor de Nogent, després comte de Perche (Font: Guillem de Poitiers)
(5) Guillem FitzOsbern, més tard primer comte de Hereford (Font: Guillem de Poitiers)
(6) Aimeri, vescomte de Thouars també conegut com Aimery IV (Font: Guillem de Poitiers)
(7) Walter Giffard, Lord de Longueville (Font: Guillem de Poitiers)
(8) Hugh de Montfort, senyor de Montfort-sur-Risle (Font: Guillem de Poitiers)
(9) Ralph de Tosny, Senyor de Conches alias Raoul II (Font: Guillem de Poitiers)
(10) Hugh de Grandmesnil (Font: Guillem de Poitiers)
(11) Guillem de Warenne, més tard 1r comte de Surrey (Font: Guillem de Poitiers)
(12) Guillem Malet, Lord de Graville (Font: Guillem de Poitiers)
"El seu cadàver (del rei Harold) va ser portat al campament del duc i Guillem el va donar per enterrat a Guillem, de cognom Malet, i no a la mare d'Harold, que va oferir pel cos del seu estimat fill el seu pes en or".
(13) Odó, bisbe de Bayeux, després comte de Kent (Font: Tapís de Bayeux)
"Hic Odo Eps (Episcopus) Baculu(m) Tenens Confortat Pueros" ("Aquí Odo el Bisbe sostenint una maça enforteix els nois.")
(14) Turstin fitz Rolf aka Turstin fitz Rou i Turstin le Blanc, (Font: Orderic Vitalis)
(15) Engenulf de Laigle (Font: Orderic Vitalis)

## Els cinc noms addicionals
Aquests cinc van ser acordats tant per David C. Douglas com per Geoffrey H. White i són del Complete Peerage XII-1, apèndix L.
(16) Geoffrey de Mowbray, bisbe de Coutances (Font: Guillem de Poitiers)
(17) Robert, comte de Mortain (Font: El tapís de Baxeux)
(18) Wadard. Es creu que és un seguidor del bisbe de Bayeux (Font: El tapís de Baxeux)
(19) Vital. Es creu que és un seguidor del bisbe de Bayeux (Font: El tapís de Baxeux)
(20) Gilbert d'Auffay, Senyor d'Auffay (Font: Orderic Vitalis)
Des de l'època d'aquestes llistes, JFA Mason a l' English Historical Review afegeix un nom addicional:
(21) Humphrey de Tilleul-en-Auge (Font: Orderic Vitalis)